# William Rainey Marshall
William Rainey Marshall, född 17 oktober 1825 i Columbia, Missouri, död 8 januari 1896 i Pasadena, Kalifornien, var en amerikansk republikansk politiker. Han var Minnesotas guvernör 1866–1870.
Marshall flyttade 1849 till Minnesotaterritoriet och var verksam som publicist och inom mejeri- och bankbranscherna. Han var med om att grunda Republikanska partiet i Minnesota.
Marshall efterträdde 1866 Stephen Miller som Minnesotas guvernör och efterträddes 1870 av Horace Austin.
Marshall avled 1896 och gravsattes på Oakland Cemetery i Saint Paul. Marshall County i Minnesota har fått sitt namn efter William Rainey Marshall.